# Annona atabapensis
Annona atabapensis este o specie de plante angiosperme din genul Annona, familia Annonaceae, descrisă de Carl Sigismund Kunth. A fost clasificată de IUCN ca specie vulnerabilă. Conform Catalogue of Life specia Annona atabapensis nu are subspecii cunoscute.